# Джгілаті
Джгілаті (груз. ჯგილათი) — село в Грузії.
За даними перепису населення 2014 року в селі проживає 42 особи.